# Muhammad ibn Talal
Muhammad ibn Talal (ur. 2 października 1940 w Ammanie, zm. 29 kwietnia 2021) – jordański książę z dynastii Haszymidów, generał Jordańskich Sił Zbrojnych. W latach 1952–1962 był następcą tronu Jordanii.
Był drugim synem (trzecim spośród sześciorga dzieci) króla Jordanii Talala i jego żony królowej Zajn. Zajmował dziewiąte miejsce w sukcesji do jordańskiego tronu.
28 listopada 1963 w Ammanie poślubił Firjal al-Irszid. W 1978 rozwiódł się z żoną. Para miała dwóch synów:
- księcia Talala (ur. 1965)
- księcia Ghaziego (ur. 1966)

22 kwietnia 1981 ożenił się po raz drugi z Taghrid al-Madżali. Z tego związku nie miał dzieci. Obie żony księcia Muhammada są córkami jordańskich polityków: Farida al-Irszida i Hazzy al-Madżalego.